# Gerygone ruficollis
Gerígono-de-peito-castanho ou gerígono-de-peito-pardo (Gerygone ruficollis) é uma espécie de ave da família Pardalotidae.
Pode ser encontrada nos seguintes países: Indonésia e Papua-Nova Guiné.
Os seus habitats naturais são: regiões subtropicais ou tropicais húmidas de alta altitude.